# Tina Wunderlich
Tina Wunderlich (* 10. Oktober 1977 in Schwarzenau) ist eine ehemalige deutsche Fußballspielerin.

## Karriere
Gemeinsam mit ihrer Schwester Pia begann Wunderlich mit dem Fußballspielen in der Jugend des TuS Schwarzenau, von dem aus sie zum TSV Battenberg wechselte. Ihren Durchbruch schaffte sie mit dem Wechsel zur SG Praunheim, aus der am  27. August 1998 der eigenständige 1. FFC Frankfurt hervorging. Bis 2015 spielte sie bei den Damen von Eintracht Frankfurt und trainierte die U16-Juniorinnen  der Eintracht. Seitdem ist sie Trainerassistentin der ersten Damenmannschaft von Eintracht Frankfurt.
Von 1994 bis 2003 war die Abwehrspielerin 34-mal für die  A-Nationalmannschaft aktiv. Zu ihren größten Erfolgen zählen neben mehreren deutschen Meisterschaften und dem Gewinn des UEFA Women’s Cups 2002 die Europameistertitel 1995 und 2001 mit der Nationalmannschaft.

## Sonstiges
Tina Wunderlich hält den Rekord, von 1999 bis 2008 in zehn DFB-Pokal-Finalspielen über die volle Spielzeit gespielt zu haben. Neben ihrer Karriere als Fußballspielerin hat Wunderlich eine Ausbildung zur Industriekauffrau absolviert. Sie arbeitet bei der Fraport AG.

## Erfolge
- Europameisterin 1995, 2001
- Vizeweltmeisterin 1995
- Olympische Bronzemedaille 2000
- UEFA-Pokalsieger 2002, 2006, 2008
- Deutsche Meisterin 1999, 2001, 2002, 2003, 2005, 2007, 2008
- Deutsche Pokalsiegerin 1999, 2000, 2001, 2002, 2003, 2007, 2008